# Eddie Kane
Eddie Kane (Saint Louis, 12 agosto 1889 – Los Angeles, 30 aprile 1969) è stato un attore statunitense.

## Filmografia parziale
- Nemico pubblico (The Public Enemy), regia di William A. Wellman (1931)
- La mummia (The Mummy), regia di Karl Freund (1932)
- È arrivata la felicità (Mr. Deeds Goes to Town), regia di Frank Capra (1936)
- Mr. Smith va a Washington (Mr. Smith Goes to Washington), regia di Frank Capra (1939)
- Arriva John Doe (Meet John Doe), regia di Frank Capra (1941)
- Ribalta di gloria (Yankee Doodle Dandy), regia di Michael Curtiz (1942)
- La vita è meravigliosa (It's a Wonderful Life), regia di Frank Capra (1946)
- I dieci comandamenti (The Ten Commandments), regia di Cecil B. DeMille (1956)